# Zagęszczenie populacji
Zagęszczenie populacji – liczba osobników przypadających na jednostkę powierzchni terenu. Można ją również definiować podając biomasę osobników na jednostce powierzchni. W wielu przypadkach zamiast jednostki powierzchni podaje się jednostkę objętości (powietrza lub wody) – dla organizmów egzystujących w tych środowiskach.
Zgodnie z zasadą Alleego zarówno zbyt małe i zbyt duże zagęszczenie wpływa na populację ograniczająco. Przy zbyt dużym zagęszczeniu osobników wzrasta konkurencja wewnątrzgatunkowa, co ogranicza rozwój populacji i prowadzi do wzrostu "śmiertelności". Z kolei zbyt małe zagęszczenie może utrudnić osobnikowi rozmnażającemu się płciowo znalezienie partnera do rozrodu.